# Saison 2004-2005 de l'ECHL
Saison précédente Saison suivante
La saison 2004-2005 est la dix-septième saison de l'ECHL au terme de laquelle les Titans de Trenton remportent la Coupe Kelly en battant en finale les Everblades de la Floride.

## Saison régulière
Avant le début de la saison, trois équipes sont révoquées par les dirigeants de la ligue : les Cottonmouths de Columbus, les Generals de Greensboro et l'Express de Roanoke. Les Cyclones de Cincinnati, pour leur part, demandent une suspension de leurs activités pour une durée indéterminée. La ligue accueille cependant pour la première fois de son histoire une franchise non américaine, les Salmon Kings de Victoria, équipe de Colombie-Britannique au Canada. 

### Classement

#### Association américaine
| Clt   | Équipe                          | PJ | V  | D  | DP | DF | BP  | BC  | Pts |
| ----- | ------------------------------- | -- | -- | -- | -- | -- | --- | --- | --- |
| +001, | Inferno de Columbia             | 72 | 38 | 22 | 4  | 8  | 199 | 186 | 88  |
| +002, | Stingrays de la Caroline du Sud | 72 | 39 | 24 | 3  | 6  | 230 | 219 | 87  |
| +003, | Checkers de Charlotte           | 72 | 39 | 26 | 2  | 5  | 226 | 219 | 85  |
| +004, | Grrrowl de Greenville           | 72 | 39 | 28 | 0  | 5  | 210 | 204 | 83  |
| +005, | Pride de Pee Dee                | 72 | 31 | 36 | 2  | 3  | 203 | 219 | 67  |
| +006, | Lynx d'Augusta                  | 72 | 28 | 35 | 5  | 4  | 188 | 237 | 65  |

| Clt   | Équipe                    | PJ | V  | D  | DP | DF | BP  | BC  | Pts |
| ----- | ------------------------- | -- | -- | -- | -- | -- | --- | --- | --- |
| +001, | Ice Pilots de Pensacola   | 72 | 51 | 16 | 2  | 3  | 248 | 178 | 107 |
| +002, | Everblades de la Floride  | 72 | 42 | 20 | 4  | 6  | 237 | 192 | 94  |
| +003, | Gladiators de Gwinnett    | 72 | 40 | 24 | 1  | 7  | 241 | 202 | 88  |
| +004, | Sea Wolves du Mississippi | 72 | 39 | 24 | 4  | 5  | 223 | 215 | 87  |
| +005, | IceGators de la Louisiane | 72 | 26 | 40 | 2  | 4  | 192 | 266 | 58  |
| +006, | Wildcatters du Texas      | 72 | 17 | 44 | 2  | 9  | 178 | 260 | 45  |

#### Association nationale
| Clt   | Équipe                            | PJ | V  | D  | DP | DF | BP  | BC  | Pts |
| ----- | --------------------------------- | -- | -- | -- | -- | -- | --- | --- | --- |
| +001, | Royals de Reading                 | 72 | 43 | 22 | 2  | 5  | 220 | 161 | 93  |
| +002, | Titans de Trenton                 | 72 | 42 | 21 | 4  | 5  | 220 | 161 | 93  |
| +003, | Boardwalk Bullies d'Atlantic City | 72 | 42 | 22 | 3  | 5  | 205 | 189 | 92  |
| +004, | Storm de Toledo                   | 72 | 41 | 26 | 2  | 3  | 203 | 194 | 87  |
| +005, | Rivermen de Peoria                | 72 | 38 | 26 | 2  | 6  | 213 | 177 | 84  |
| +006, | Nailers de Wheeling               | 72 | 38 | 29 | 2  | 3  | 171 | 173 | 81  |
| +007, | Chiefs de Johnstown               | 72 | 22 | 36 | 5  | 9  | 191 | 258 | 58  |
| +008, | Bombers de Dayton                 | 72 | 23 | 40 | 2  | 7  | 175 | 225 | 55  |

| Clt   | Équipe                   | PJ | V  | D  | DP | DF | BP | BC  | Pts |
| ----- | ------------------------ | -- | -- | -- | -- | -- | -- | --- | --- |
| +001, | Aces de l'Alaska         | 72 | 45 | 19 | 3  | 5  | 98 | 233 | 187 |
| +002, | Ice Dogs de Long Beach   | 72 | 43 | 20 | 4  | 5  | 95 | 220 | 181 |
| +003, | Steelheads de l'Idaho    | 72 | 42 | 23 | 2  | 5  | 91 | 223 | 183 |
| +004, | Condors de Bakersfield   | 72 | 40 | 22 | 5  | 5  | 90 | 232 | 205 |
| +005, | Falcons de Fresno        | 72 | 39 | 25 | 3  | 5  | 86 | 204 | 217 |
| +006, | Gulls de San Diego       | 72 | 35 | 29 | 4  | 4  | 78 | 206 | 222 |
| +007, | Wranglers de Las Vegas   | 72 | 31 | 33 | 3  | 5  | 70 | 201 | 199 |
| +008, | Salmon Kings de Victoria | 72 | 15 | 52 | 3  | 2  | 35 | 178 | 298 |

- En gras : qualifié pour les huitièmes de finale des séries

### Meilleurs pointeurs
| Joueur           | Équipe          | PJ | B  | A  | Pts |
| ---------------- | --------------- | -- | -- | -- | --- |
| Scott Gomez      | Alaska          | 61 | 13 | 73 | 86  |
| Carl Mallette    | Toledo          | 64 | 30 | 50 | 80  |
| Jamie Johnson    | Augusta         | 72 | 22 | 58 | 80  |
| Chris Minard     | Alaska          | 69 | 49 | 29 | 78  |
| Joey Tenute      | Caroline du Sud | 68 | 34 | 41 | 75  |
| Wes Mason        | Louisiane       | 72 | 31 | 39 | 70  |
| Brian McCullough | Peoria          | 71 | 39 | 30 | 69  |
| Kris Goodjohn    | Gwinnett        | 69 | 21 | 48 | 69  |
| Evan Cheverie    | Long Beach      | 72 | 29 | 39 | 68  |
| Scott Bertoli    | Trenton         | 70 | 27 | 41 | 68  |

### Meilleurs gardiens
| Gardien       | Équipe     | PJ | Min   | V  | D  | DP | BC | BL | %Arr   | Moy  |
| ------------- | ---------- | -- | ----- | -- | -- | -- | -- | -- | ------ | ---- |
| Dany Sabourin | Wheeling   | 27 | 1 578 | 19 | 6  | 1  | 44 | 5  | 94,2 % | 1,67 |
| Barry Brust   | Readng     | 42 | 2 413 | 27 | 9  | 4  | 79 | 4  | 92,8 % | 1,96 |
| Alfie Michaud | Peoria     | 48 | 2 712 | 27 | 13 | 5  | 92 | 6  | 92,9 % | 2,04 |
| Tyler MacKay  | Floride    | 27 | 1 601 | 18 | 7  | 2  | 56 | 2  | 92,1 % | 2,1  |
| Chris Madden  | Long Beach | 28 | 1 598 | 19 | 5  | 2  | 57 | 5  | 94,1 % | 2,14 |

## Séries éliminatoires
|  | Huitièmes de finale               | Huitièmes de finale               | Huitièmes de finale      | Huitièmes de finale      |                          |                          | Quarts de finale | Quarts de finale | Quarts de finale | Quarts de finale |  |  | Demi-finales | Demi-finales | Demi-finales | Demi-finales |  |  | Finale de la Coupe Kelly | Finale de la Coupe Kelly | Finale de la Coupe Kelly | Finale de la Coupe Kelly |
|  |                                   |                                   |                          |                          |                          |                          |                  |                  |                  |                  |  |  |              |              |              |              |  |  |                          |                          |                          |                          |
|  |                                   |                                   |                          |                          |                          |                          |                  |                  |                  |                  |  |  |              |              |              |              |  |  |                          |                          |                          |                          |
|  | Inferno de Columbia               | Inferno de Columbia               | 2                        | 2                        |                          |                          |                  |                  |                  |                  |  |  |              |              |              |              |  |  |                          |                          |                          |                          |
|  | Inferno de Columbia               | Inferno de Columbia               | 2                        | 2                        |                          |                          |                  |                  |                  |                  |  |  |              |              |              |              |  |  |                          |                          |                          |                          |
|  | Checkers de Charlotte             | Checkers de Charlotte             | 3                        | 3                        |                          |                          |                  |                  |                  |                  |  |  |              |              |              |              |  |  |                          |                          |                          |                          |
|  | Checkers de Charlotte             | Checkers de Charlotte             | 3                        | 3                        | Checkers de Charlotte    | Checkers de Charlotte    | 3                | 3                |                  |                  |  |  |              |              |              |              |  |  |                          |                          |                          |                          |
|  |                                   |                                   |                          |                          | Checkers de Charlotte    | Checkers de Charlotte    | 3                | 3                |                  |                  |  |  |              |              |              |              |  |  |                          |                          |                          |                          |
|  |                                   |                                   | Gladiators de Gwinnett   | Gladiators de Gwinnett   | 1                        | 1                        |                  |                  |                  |                  |  |  |              |              |              |              |  |  |                          |                          |                          |                          |
|  | Gladiators de Gwinnett            | Gladiators de Gwinnett            | Gladiators de Gwinnett   | Gladiators de Gwinnett   | 1                        | 1                        | 3                | 3                |                  |                  |  |  |              |              |              |              |  |  |                          |                          |                          |                          |
|  | Gladiators de Gwinnett            | Gladiators de Gwinnett            |                          |                          |                          |                          |                  | 3                |                  |                  |  |  |              |              |              |              |  |  |                          |                          |                          |                          |
|  | Sea Wolves du Mississippi         | Sea Wolves du Mississippi         | 1                        | 1                        |                          |                          |                  |                  |                  |                  |  |  |              |              |              |              |  |  |                          |                          |                          |                          |
|  | Sea Wolves du Mississippi         | Sea Wolves du Mississippi         | 1                        | 1                        | Checkers de Charlotte    | Checkers de Charlotte    | 2                | 2                |                  |                  |  |  |              |              |              |              |  |  |                          |                          |                          |                          |
|  |                                   |                                   |                          |                          | Checkers de Charlotte    | Checkers de Charlotte    | 2                | 2                |                  |                  |  |  |              |              |              |              |  |  |                          |                          |                          |                          |
|  |                                   |                                   | Everblades de la Floride | Everblades de la Floride | 4                        | 4                        |                  |                  |                  |                  |  |  |              |              |              |              |  |  |                          |                          |                          |                          |
|  | Ice Pilots de Pensacola           | Ice Pilots de Pensacola           | Everblades de la Floride | Everblades de la Floride | 4                        | 4                        | 1                | 1                |                  |                  |  |  |              |              |              |              |  |  |                          |                          |                          |                          |
|  | Ice Pilots de Pensacola           | Ice Pilots de Pensacola           |                          |                          |                          |                          |                  | 1                |                  |                  |  |  |              |              |              |              |  |  |                          |                          |                          |                          |
|  | Grrrowl de Greenville             | Grrrowl de Greenville             | 3                        | 3                        |                          |                          |                  |                  |                  |                  |  |  |              |              |              |              |  |  |                          |                          |                          |                          |
|  | Grrrowl de Greenville             | Grrrowl de Greenville             | 3                        | 3                        | Grrrowl de Greenville    | Grrrowl de Greenville    | 0                | 0                |                  |                  |  |  |              |              |              |              |  |  |                          |                          |                          |                          |
|  |                                   |                                   |                          |                          | Grrrowl de Greenville    | Grrrowl de Greenville    | 0                | 0                |                  |                  |  |  |              |              |              |              |  |  |                          |                          |                          |                          |
|  |                                   |                                   | Everblades de la Floride | Everblades de la Floride | 3                        | 3                        |                  |                  |                  |                  |  |  |              |              |              |              |  |  |                          |                          |                          |                          |
|  | Everblades de la Floride          | Everblades de la Floride          | Everblades de la Floride | Everblades de la Floride | 3                        | 3                        | 3                | 3                |                  |                  |  |  |              |              |              |              |  |  |                          |                          |                          |                          |
|  | Everblades de la Floride          | Everblades de la Floride          |                          |                          |                          |                          |                  | 3                |                  |                  |  |  |              |              |              |              |  |  |                          |                          |                          |                          |
|  | Stingrays de la Caroline du Sud   | Stingrays de la Caroline du Sud   | 1                        | 1                        |                          |                          |                  |                  |                  |                  |  |  |              |              |              |              |  |  |                          |                          |                          |                          |
|  | Stingrays de la Caroline du Sud   | Stingrays de la Caroline du Sud   | 1                        | 1                        | Everblades de la Floride | Everblades de la Floride | 2                | 2                |                  |                  |  |  |              |              |              |              |  |  |                          |                          |                          |                          |
|  |                                   |                                   |                          |                          | Everblades de la Floride | Everblades de la Floride | 2                | 2                |                  |                  |  |  |              |              |              |              |  |  |                          |                          |                          |                          |
|  |                                   |                                   | Titans de Trenton        | Titans de Trenton        | 4                        | 4                        |                  |                  |                  |                  |  |  |              |              |              |              |  |  |                          |                          |                          |                          |
|  | Royals de Reading                 | Royals de Reading                 | Titans de Trenton        | Titans de Trenton        | 4                        | 4                        | 3                | 3                |                  |                  |  |  |              |              |              |              |  |  |                          |                          |                          |                          |
|  | Royals de Reading                 | Royals de Reading                 |                          |                          |                          |                          |                  | 3                |                  |                  |  |  |              |              |              |              |  |  |                          |                          |                          |                          |
|  | Storm de Toledo                   | Storm de Toledo                   | 1                        | 1                        |                          |                          |                  |                  |                  |                  |  |  |              |              |              |              |  |  |                          |                          |                          |                          |
|  | Storm de Toledo                   | Storm de Toledo                   | 1                        | 1                        | Royals de Reading        | Royals de Reading        | 1                | 1                |                  |                  |  |  |              |              |              |              |  |  |                          |                          |                          |                          |
|  |                                   |                                   |                          |                          | Royals de Reading        | Royals de Reading        | 1                | 1                |                  |                  |  |  |              |              |              |              |  |  |                          |                          |                          |                          |
|  |                                   |                                   | Titans de Trenton        | Titans de Trenton        | 3                        | 3                        |                  |                  |                  |                  |  |  |              |              |              |              |  |  |                          |                          |                          |                          |
|  | Titans de Trenton                 | Titans de Trenton                 | Titans de Trenton        | Titans de Trenton        | 3                        | 3                        | 3                | 3                |                  |                  |  |  |              |              |              |              |  |  |                          |                          |                          |                          |
|  | Titans de Trenton                 | Titans de Trenton                 |                          |                          |                          |                          |                  | 3                |                  |                  |  |  |              |              |              |              |  |  |                          |                          |                          |                          |
|  | Boardwalk Bullies d'Atlantic City | Boardwalk Bullies d'Atlantic City | 0                        | 0                        |                          |                          |                  |                  |                  |                  |  |  |              |              |              |              |  |  |                          |                          |                          |                          |
|  | Boardwalk Bullies d'Atlantic City | Boardwalk Bullies d'Atlantic City | 0                        | 0                        | Titans de Trenton        | Titans de Trenton        | 4                | 4                |                  |                  |  |  |              |              |              |              |  |  |                          |                          |                          |                          |
|  |                                   |                                   |                          |                          | Titans de Trenton        | Titans de Trenton        | 4                | 4                |                  |                  |  |  |              |              |              |              |  |  |                          |                          |                          |                          |
|  |                                   |                                   | Aces de l'Alaska         | Aces de l'Alaska         | 3                        | 3                        |                  |                  |                  |                  |  |  |              |              |              |              |  |  |                          |                          |                          |                          |
|  | Aces de l'Alaska                  | Aces de l'Alaska                  | Aces de l'Alaska         | Aces de l'Alaska         | 3                        | 3                        | 3                | 3                |                  |                  |  |  |              |              |              |              |  |  |                          |                          |                          |                          |
|  | Aces de l'Alaska                  | Aces de l'Alaska                  |                          |                          |                          |                          |                  | 3                |                  |                  |  |  |              |              |              |              |  |  |                          |                          |                          |                          |
|  | Condors de Bakersfield            | Condors de Bakersfield            | 2                        | 2                        |                          |                          |                  |                  |                  |                  |  |  |              |              |              |              |  |  |                          |                          |                          |                          |
|  | Condors de Bakersfield            | Condors de Bakersfield            | 2                        | 2                        | Aces de l'Alaska         | Aces de l'Alaska         | 3                | 3                |                  |                  |  |  |              |              |              |              |  |  |                          |                          |                          |                          |
|  |                                   |                                   |                          |                          | Aces de l'Alaska         | Aces de l'Alaska         | 3                | 3                |                  |                  |  |  |              |              |              |              |  |  |                          |                          |                          |                          |
|  |                                   |                                   | Ice Dogs de Long Beach   | Ice Dogs de Long Beach   | 0                        | 0                        |                  |                  |                  |                  |  |  |              |              |              |              |  |  |                          |                          |                          |                          |
|  | Ice Dogs de Long Beach            | Ice Dogs de Long Beach            | Ice Dogs de Long Beach   | Ice Dogs de Long Beach   | 0                        | 0                        | 3                | 3                |                  |                  |  |  |              |              |              |              |  |  |                          |                          |                          |                          |
|  | Ice Dogs de Long Beach            | Ice Dogs de Long Beach            |                          |                          |                          |                          |                  | 3                |                  |                  |  |  |              |              |              |              |  |  |                          |                          |                          |                          |
|  | Steelheads de l'Idaho             | Steelheads de l'Idaho             | 1                        | 1                        |                          |                          |                  |                  |                  |                  |  |  |              |              |              |              |  |  |                          |                          |                          |                          |
|  | Steelheads de l'Idaho             | Steelheads de l'Idaho             | 1                        | 1                        |                          |                          |                  |                  |                  |                  |  |  |              |              |              |              |  |  |                          |                          |                          |                          |
|  |                                   |                                   |                          |                          |                          |                          |                  |                  |                  |                  |  |  |              |              |              |              |  |  |                          |                          |                          |                          |

## Trophées
| Coupe Kelly :                           | Titans de Trenton                            |
| Coupe Henry Brabham :                   | Ice Pilots de Pensacola                      |
| Trophée Gingher :                       | Everblades de la Floride                     |
| Trophée Bruce Taylor :                  | Titans de Trenton                            |
| Trophée John Brophy :                   | Nick Vitucci, Storm de Toledo                |
| CCM Tacks Meilleur joueur de la Ligue : | Scott Gomez, Aces de l'Alaska                |
| Meilleur joueur de la Coupe Kelly :     | Leon Hayward, Titans de Trenton              |
| Reebok Gardien de but de l'année :      | Chris Madden, Ice Dogs de Long Beach         |
| CCM Tacks Recrue de l'année :           | Joey Tenute, Stingrays de la Caroline du Sud |
| Défenseur de l'année :                  | Ray DiLauro, Nailers de Wheeling             |
| Meilleur pointeur :                     | Scott Gomez, Aces de l'Alaska                |
| Reebok Meilleur différentiel +/- :      | Aaron Philips, Ice Pilots de Pensacola       |
| Meilleur esprit sportif :               | Kris Goodjohn, Gladiators de Gwinnett        |